# Língua jamamadi
A língua jamamadi é uma língua que pertence à família Arawá, falado pelo povo Jamamadi.
A língua Jamamadi pertence à família Arawá da região da Amazônia Ocidental e a partir de 1963, foi desenvolvido uma grafia simples e clara, trabalho realizado pelos missionários norte-americanos Barbara Campbell e Robert Campbell, da Sociedade Internacional de Lingüística (SIL). A língua considerada até então a mais parecida com o Jamamadi é o Jarawara. A maioria dos Jamamadi é monolíngüe, de modo que bem poucos falam o português.
A família lingüística Arawá, que inclui, além da língua Jamamadi, as seguintes línguas: Paumari, Deni, Banawa–Yafi, Jarawara, Kulina e Suruwahá, sendo todas essas etnias habitantes da área etnográfica do Juruá-Purus. Essas línguas são semelhantes entre si, sendo a língua Paumari a mais diferenciada das demais.